# 단테스 커브
단테스 커브(Dante's Cove)는 2005년부터 2007년까지 방영된 텔레비전 드라마이다.